# Sông Kysuca
Sông Kysuca (tiếng Hungary: Kiszuca) là một con sông nổi tiếng nằm ở phía bắc của Slovakia. Kysuca là một phụ lưu bên phải của Dòng sông lớn Váh. Kích thước của con sông tương đối lớn, với chiều dài 65,6 km (40,8 mi)  và diện tích lưu vực khoảng 1.038 km2 (401 dặm vuông Anh).
Nơi bắt nguồn của dòng sông ở gần ngôi làng Makov. Lúc đầu, sông chảy theo hướng đông bắc, giữa 2 ngọn núi lớn là Javorníky ở bên phải và núi Kysucké Beskydy ở bên trái. Dòng sông chảy qua các ngôi làng từ thị trấn Turzovka cho đến thị trấn Čadca. Sau đó con sông chuyển sang chảy theo hướng nam, nằm giữa dãy núi Javorníky ở bên phải và dãy núi Kysucká vrchovina ở phía bên trái, đi qua các thị trấn Horelica, Krásno nad Kysucou, Kysucké Nové Mesto.Cuối cùng đổ vào sông Váh ở Thành phố Žilina. Tại thung lũng Kysuca ở phía nam Čadca, một tuyến đường sắt và đường bộ quốc tế (hiện tại là E75, trong tương lai là D3) đi qua đó.

## Từ nguyên
Nguồn gốc về tên của dòng sông vẫn còn gây rất nhiều tranh cãi, có nhiều ý kiến cho rằng nó liên quan đến tên cổ Cusus. Vì trong thời cổ đại, người ta tin rằng Kysuca là dòng chảy chính của Sông Váh (Cusus). Hiện nay, Cusus trở thành tên độc quyền của dòng sông Kysuca.

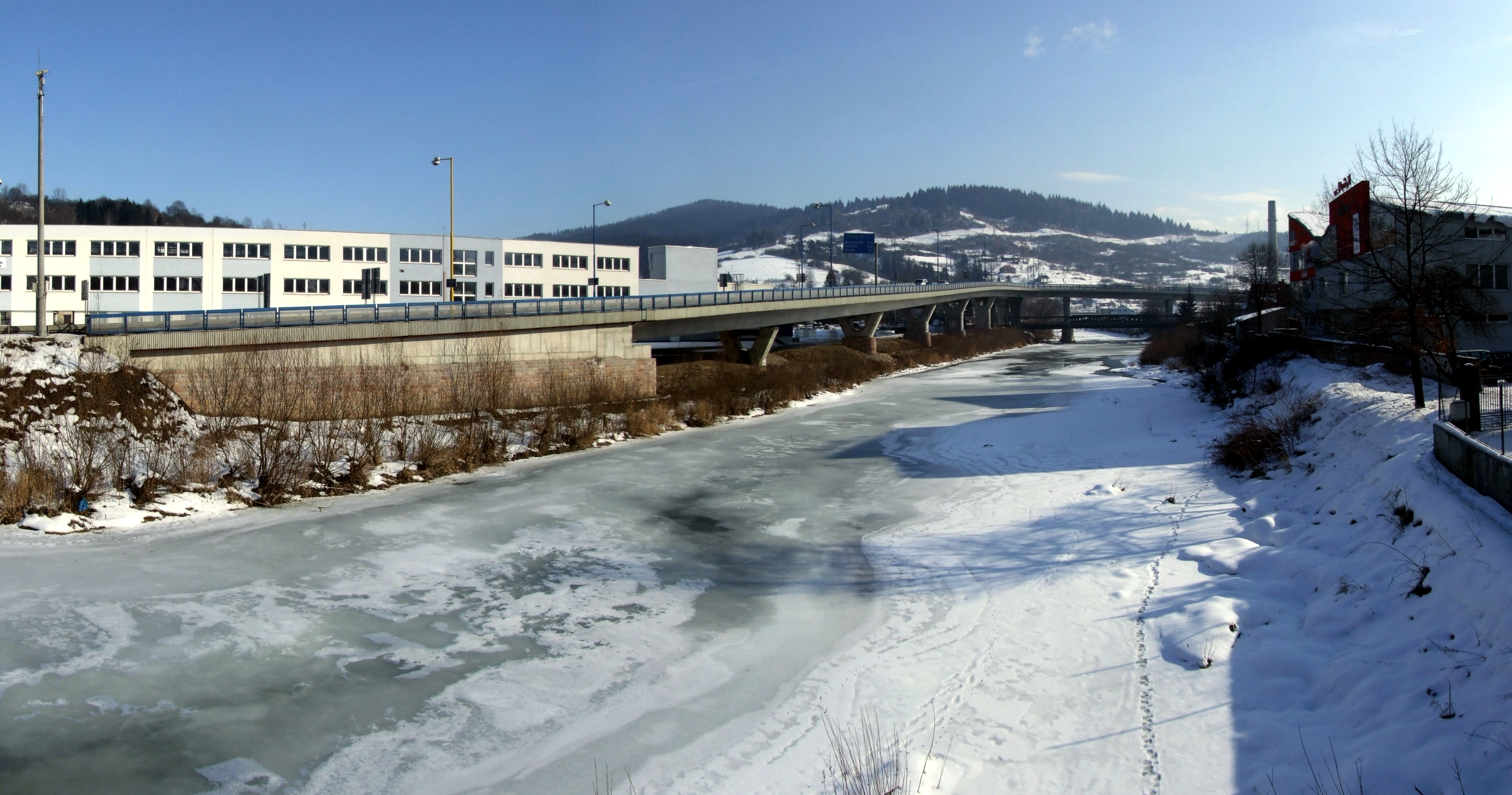
Sông Kysuca vào mùa đông - Čadca